# Tenthredo mesomela
Tenthredo mesomela är en stekelart som beskrevs av Carl von Linné 1758. Tenthredo mesomela ingår i släktet Tenthredo, och familjen bladsteklar. Arten är reproducerande i Sverige.

## Bildgalleri

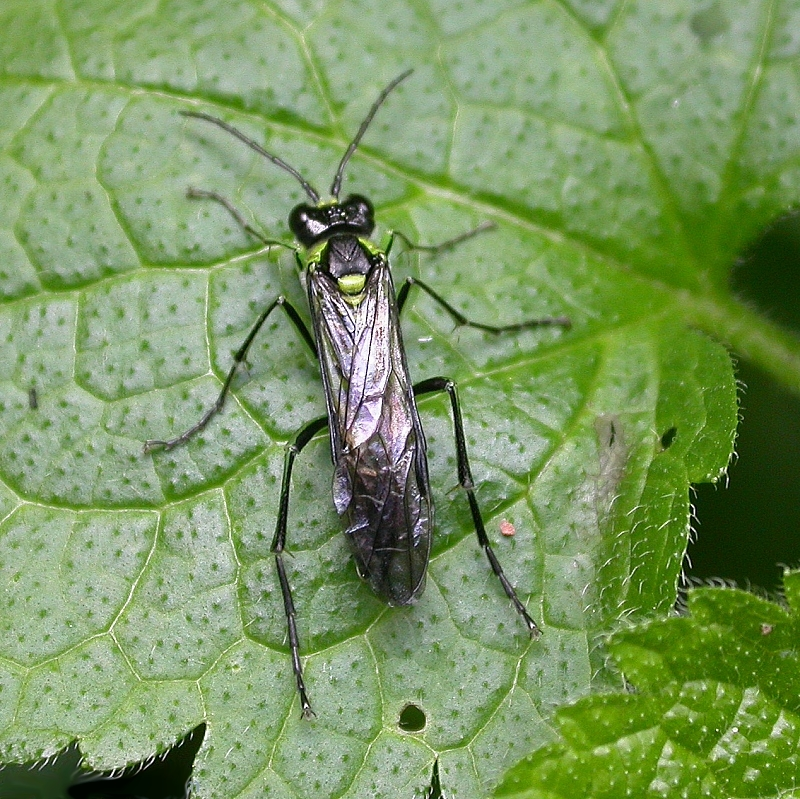
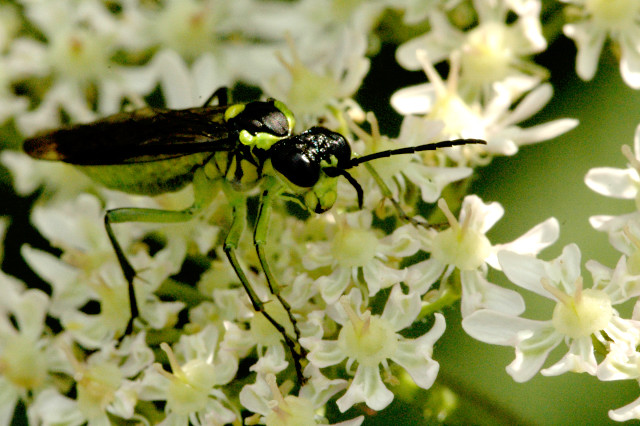
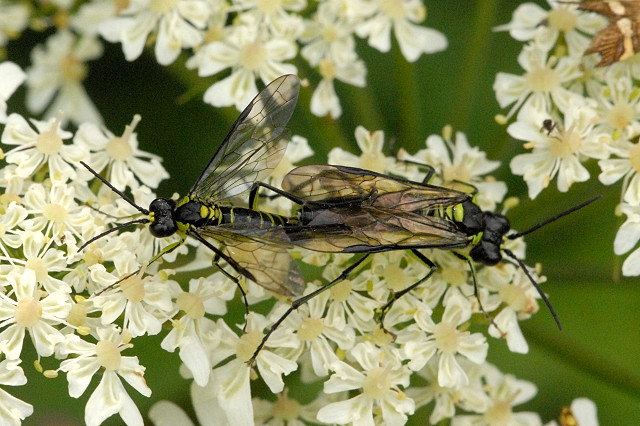
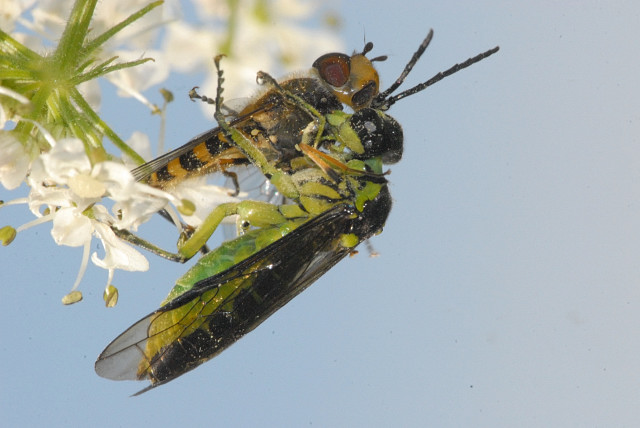
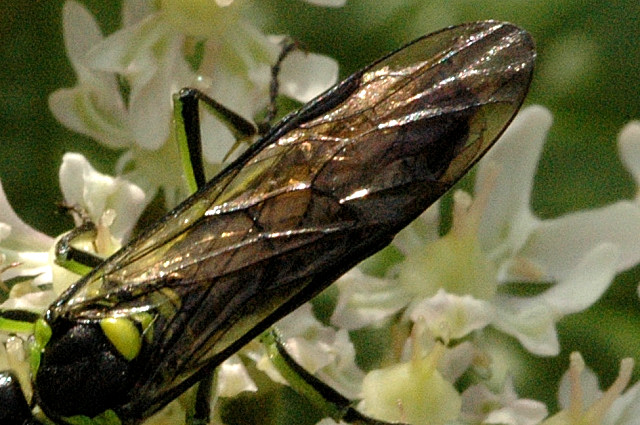
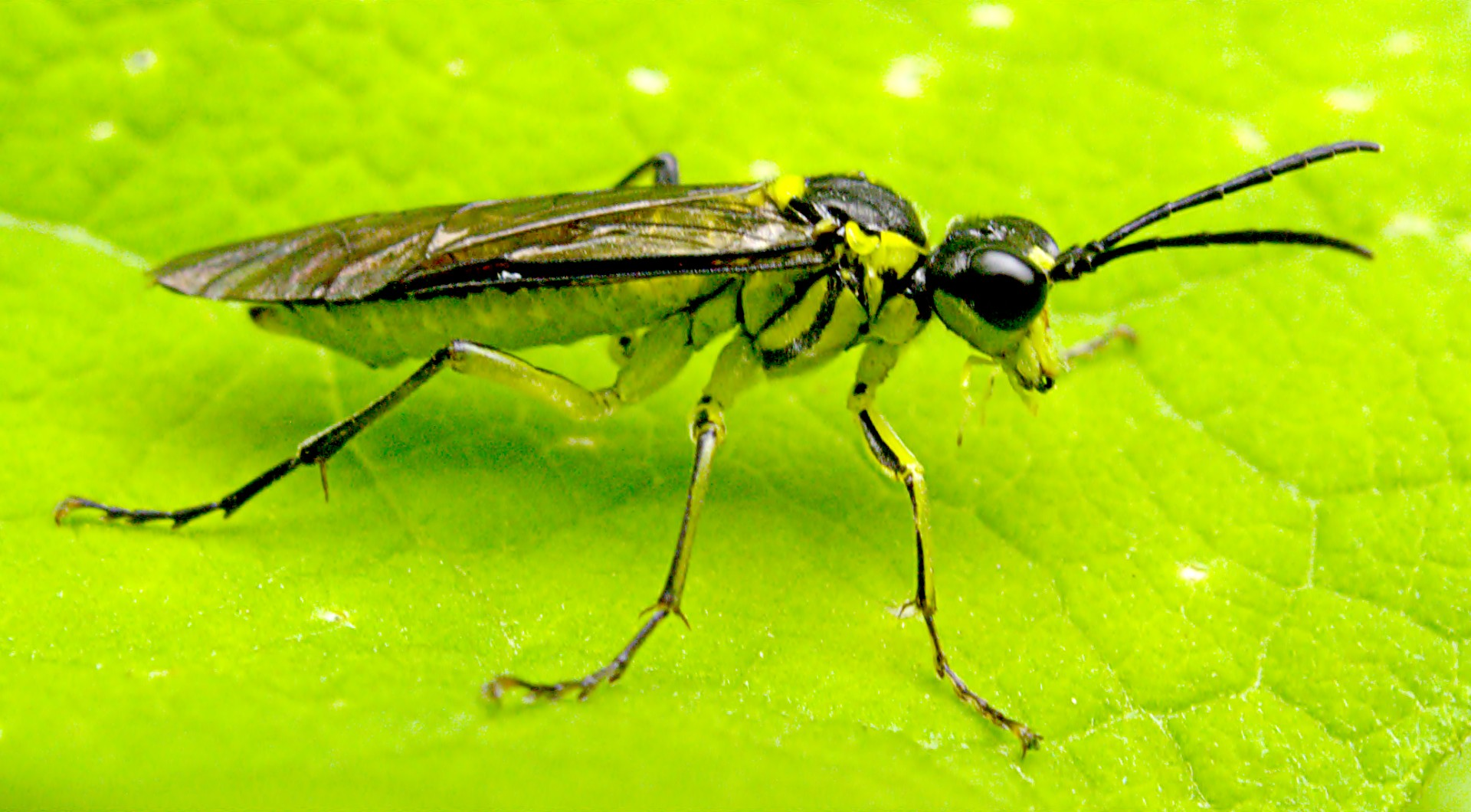